# Наркооп
Наркооп, Народна кооперация – потребителна кооперация за търговия на дребно с хранителни и промишлени стоки, за обществено хранене и изкупуване на селско-стопански произведения. Образувана през 1948 г. чрез сливане на потребителните кооперации „Напред" и „Труд", чиновническата централа „Ведома" и други. На принципа на доброволното членство обединява главно жители на градски и крайградски селища. В някои малки градове е основна търговска организация. Отчасти извършва и производствена дейност (хлебопроизводство, приготвяне на пулпове и други). Организира и поддържа заведения за обслужване на туристи (къмпинги, мотели, павилиони). Осъществява дейността си с вноски от кооператорите, с част от печалбата и с банкови кредити. В края на 1981 г. има 4562 Наркоопа с около 450000 членове; кооперациите осъществяват 40% от кооперативната търговия. Заедно със селските потребителни кооперации Селкооп са обединени от окръжните кооперативни съюзи. Ръководят се от ЦКС.
Една от най-големите е районната потребителна кооперация Наркооп в София, приемник на софийската потребителна кооперация “Напред", основана през 1903 г. В края на 1981 г. има 62626 членове. Стопанската си дейност осъществява чрез 547 обекта (318 за търговия на дребно, 195 за обществено хранене, 6 за изкупуване, 15 за хлебопроизводство и 13 пункта за изваряване на ракия), разположени главно в крайградските райони на столицата. Притежава първия покрит кооперативен пазар в страната – в жилищен комплекс „Люлин" в София.